# Cykle Milankovicia

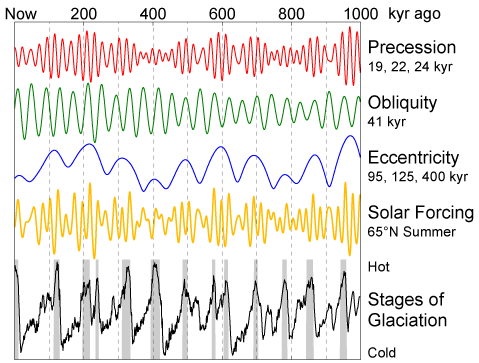
Periodyczność orbity i średnia temperatura w okresie 1 miliona lat (1 kyr = tys. lat)

Cykle Milankovicia – periodyczne zmiany parametrów orbity ziemskiej, obejmujące ekscentryczność i nachylenie ekliptyki oraz precesję.

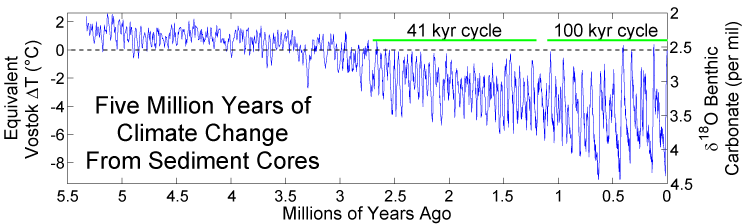
Okresy glacjałów pokrywały się z cyklem 41 tys. lat a obecnie 100 tys. lat.

Opisane przez serbskiego naukowca Milutina Milankovicia są uważane za dominujący mechanizm paleoklimatyczny, gdyż łączny wpływ trzech z nich może w niektórych punktach wpłynąć na zmniejszenie nasłonecznienia o 10% od wartości średniej. Ekscentryczność, nachylenie ekliptyki i precesja orbity Ziemi zmienia się i odpowiada prawdopodobnie za cykle epok lodowcowych z okresem 100 tys. lat w czwartorzędzie.
Zlodowacenia na ziemiach polskich miały miejsce w okresach:
- 1200–950 tys. lat temu,
- 730 do 430 tys. lat temu,
- 300 do 170 tys. lat temu,
- 115 do 11,7 tys. lat temu.

Teorie zbliżone do teorii Milankovicia były proponowane wcześniej przez Josepha Adhemara, Jamesa Crolla i innych, ale ich sprawdzenie było trudne ze względu na brak poprawnego datowania i wątpliwości jakie okresy są istotne przy weryfikacji. Dopiero rdzenie otrzymane z dna oceanów oraz klasyczny teraz artykuł z 1976 roku okazały się istotne dla potwierdzenia teorii Milankovicia.

Orbita eliptyczna

## Ekscentryczność orbity
Mimośród ziemskiej orbity ulega niewielkim wahaniom czterokrotnie w okresie około 400 tysięcy lat, po czym cykl powtarza się. Przy większym mimośrodzie różnice w ilości energii docierającej do Ziemi w określonych porach roku są większe. Od około miliona lat cykl ten wydaje się mieć największy wpływ na okresy zlodowaceń, przy czym interglacjały występują w czasie gdy orbita Ziemi jest bardziej eliptyczna.

Nachylenie osi

Precesja

## Nachylenie osi Ziemi
Wartość kąta nachylenia osi Ziemi w stosunku do prostej prostopadłej do ekliptyki ulega wahaniom w okresie 41 tysięcy lat w granicach 22,1° do 24,5°, obecnie wynosi 23,4° (co oznacza, że bieguny otrzymują średnio cztery razy mniej energii niż równik) i zmniejsza się. Przy większym nachyleniu strefa międzyzwrotnikowa rozszerza się a koła podbiegunowe leżą dalej od biegunów. Przy takich warunkach kontrasty termiczne pomiędzy odpowiednimi szerokościami geograficznymi są mniejsze.
Dodatkowo oś Ziemi wykonuje cykl precesji z okresem 26 tys. lat. Jednocześnie oś eliptyczna obraca się, ale wolniej, co prowadzi do 21 tys. letniego cyklu pomiędzy sezonami i orbitą. W praktyce oznacza to, że punkty równonocy oraz przesileń przemieszczają się wzdłuż ekliptyki. Obecnie Ziemia osiąga peryhelium 3 stycznia, tuż po przesileniu zimowym, natomiast aphelium 4 lipca, po przesileniu letnim. Ma to wpływ na stosunkowo nieduże kontrasty termiczne pomiędzy zimą a latem na półkuli północnej.

## Wpływ na klimat
Sytuacja sprzyjająca powiększaniu się lądolodu ma miejsce w przypadku, gdy Ziemia znajduje się w większej odległości od Słońca zimą przy małym nachyleniu osi obrotu do płaszczyzny ekliptyki – ciepła zima sprzyja opadom na biegunach a stosunkowo chłodne lato nie jest w stanie roztopić całości śniegu. W sytuacji odwrotnej, gdy Ziemia latem jest blisko Słońca a kąt nachylenia jej osi do ekliptyki duży – panują dogodne warunki do topnienia lodu i regresji lądolodu.
Znajomość cykli pozwala przewidywać przyszłe okresy zlodowaceń, przy założeniu, że są one za nie odpowiedzialne. Na ich podstawie można prognozować, że temperatura powinna się obniżyć przez najbliższe 60 tysięcy lat o 5 °C, w tym o około 0,01 °C w XXI wieku, co jest prawdopodobnie hamowane przez globalne ocieplenie.